# Liste der Baudenkmale in Prisser
In der Liste der Baudenkmale in Prisser sind die Baudenkmale des niedersächsischen Ortes Prisser aufgelistet. Dies ist ein Teil der Liste der Baudenkmale in Dannenberg (Elbe). Der Stand der Liste ist der 30. Oktober 2021.
Die Quelle der IDs und der Beschreibungen ist der Denkmalatlas Niedersachsen.

## Allgemein
In den Spalten befinden sich folgende Informationen:
- Lage: die Adresse des Baudenkmales und die geographischen Koordinaten. Kartenansicht, um Koordinaten zu setzen. In der Kartenansicht sind Baudenkmale ohne Koordinaten mit einem roten Marker dargestellt und können in der Karte gesetzt werden. Baudenkmale ohne Bild sind mit einem blauen Marker gekennzeichnet, Baudenkmale mit Bild mit einem grünen Marker.
- Bezeichnung: Bezeichnung des Baudenkmales
- Beschreibung: die Beschreibung des Baudenkmales. Unter § 3 Abs. 2 NDSchG werden Einzeldenkmale und unter § 3 Abs. 3 NDSchG Gruppen baulicher Anlagen und deren Bestandteile ausgewiesen.
- ID: die Objekt-ID des Baudenkmales
- Bild: ein Bild des Baudenkmales, ggf. zusätzlich mit einem Link zu weiteren Fotos des Baudenkmals im Medienarchiv Wikimedia Commons. Wenn man auf das Kamerasymbol klickt, können Fotos zu Baudenkmalen aus dieser Liste hochgeladen werden:

## Baudenkmale

### Gruppe baulicher Anlagen
| Lage                      | Bezeichnung                      | Beschreibung | ID       | Bild |
| ------------------------- | -------------------------------- | --- | -------- | ---- |
| 53° 5′ 13″ N, 11° 4′ 3″ O | Wassermühle Prisser (Baukomplex) | Nach Brand des Vorgängergebäudes 1881 als massiver Ziegelsteinbau neu errichtet (und später wieder stark verändert).Im Nordwesten des Rundlings Prisser wird der Prissersche Mühlenbach zu einem großen Teich aufgestaut, an dessen Abfluss Mühle Prisser steht. Der funktionale Zusammenhang zwischen Mühle, Stauanlage und Mühlenteich ist nach wie vor gut erkennbar. | 30826246 |      |

### Einzeldenkmale
| Lage                                               | Bezeichnung                                        | Beschreibung | ID       | Bild           |
| -------------------------------------------------- | -------------------------------------------------- | --- | -------- | -------------- |
| Am Ring 7 53° 5′ 11″ N, 11° 4′ 15″ O               | Wohn-/ Wirtschaftsgebäude                          | Kleines Zweiständerhaus in Fachwerk mit Backsteingefachausfüllungen, unter Satteldach; Einbau moderner Ganzglasfenster am Wohnende. Errichtet 1815 (i).Ehemaliges Haupthaus einer Brinksitzerstelle. | 30836342 |                |
| Hauptstraße (Ortsmitte) 53° 5′ 15″ N, 11° 4′ 13″ O | Gefallenendenkmal                                  | Kleine Anlage aus fünf Findlingen auf dem Dorfplatz zu Prisser. Es handelt sich um ein Denkmal für gefallene Soldaten der beiden Weltkriege. Inschrift auf dem mittleren Findling: „Unseren Kriegsopfern / zum Gedenken / 1914-1918 / 1939-1945“. Daneben weitere Findlinge mit den einzelnen Namen der Prisserschen Toten. | 30836263 |                |
| Hauptstraße 53° 5′ 26″ N, 11° 3′ 42″ O             | Ehemaliger Jüdischer Friedhof der Stadt Dannenberg | Jüdische Begräbnisstätte mit Holzzaun-Umfriedung und Durchsetzung von Waldbäumen (Kiefern, Eichen); Steininschriften bezeugen eine Belegung von den 30er-Jahren des 19. Jh. bis ins erste Jahrzehnt des 20. Jh. Die jüdische Gemeinde Dannenbergs löste sich damals durch Abwanderung auf.                                  | 30836320 | Weitere Bilder |
| Hauptstraße 34 53° 5′ 17″ N, 11° 4′ 5″ O           | Mühlengebäude                                      | Mühlengebäude mit integriertem Wohnteil als dreigeschossiger Backsteinbau unter Satteldach. Das Gebäude wurde nach Brand des Vorgängerbaus 1881 neu errichtet. Heute stark verändert, aber mit kompletter technischer Ausstattung erhalten.                                                                                 | 30836301 | BW             |
| Hauptstraße 34 53° 5′ 13″ N, 11° 4′ 4″ O           | Mühlenteich                                        | Hoher Stau der Wassermühle Prisser. Errichtet wohl im Zusammenhang mit der Mühle am Ende des 19. Jahrhunderts. | 30836402 | BW             |